# Zielenica (województwo warmińsko-mazurskie)
Zielenica (niem. Grünwalde) – wieś w Polsce położona w województwie warmińsko-mazurskim, w powiecie bartoszyckim, w gminie Górowo Iławeckie. W skład sołectwa wchodzi również miejscowość Gruszyny. W latach 1975–1998 miejscowość należała administracyjnie do województwa olsztyńskiego.
W pobliżu wsi znajdują się śladu umocnień średniowiecznych, zwanych dawniej Piaskową Górą (około 800 metrów na wschód od wsi, przy drodze do Weskajm.

## Historia
Wieś wymieniana była w dokumentach z 1414 roku, przy okazji opisu strat wojennych (wojna polsko-krzyżacka, zwana wojną głodową). Straty wsi oceniono na 3500 grzywien, zginęło 90 mieszkańców. W 1414 r. wieś - nosząca nazwę Grunewald - była na prawie chełmińskim i posiadała 60 włók. Kolejna wojna polsko-krzyżacka z lat 1454-1466 przyniosła nowe zniszczenia. Po wojnie wieś została oddana pod zastaw (za długi) Mikołajowi Taubenheimowi, dowódcy wojsk zaciężnych. W XVI w. wieś kupili von der Groebenowie. W połowie XVIII wieku we wsi powstała szkoła. W XVIII wieś była określana jako królewska. W wieku XIX została uwłaszczona.
W 1935 r. w tutejszej szkole uczyło się 74 dzieci a zatrudnionych było dwóch nauczycieli. W 1939 r. we wsi mieszkało 411 osób.
Po wojnie, polscy osadnicy pojawili się jesienią 1945 r. Szkoła została uruchomiona w 1946 r., a jej organizatorką i pierwszą kierowniczką była Maria Bogusz. W latach 60. XX w. szkołą kierowała Anna Patorska. W 1979 r. szkoła została zamknięta. W 1983 r. we wsi było 49 domów, ulice miały elektryczne oświetlenie i było 231 mieszkańców. We wsi było 59 indywidualnych gospodarstw rolnych, uprawiających łącznie 630 ha i hodujących 434 sztuki bydła (w tym 186 krów mlecznych), 144 świnie, 50 koni i 41 owiec. We wsi funkcjonował punkt biblioteczny oraz zakład ślusarsko-kowalski.